# Recanati
Recanati ist eine italienische Stadt mit 20.673 Einwohnern (Stand 31. Dezember 2023) in der Provinz Macerata der Region Marken (Mittel-Ostitalien).

## Lage
Die Stadt liegt 30 Kilometer südlich von Ancona und 10 Kilometer von der Adria-Küste entfernt. Unweit befindet sich der „Meereszugang“ und Hafen Porto Recanati. Die Altstadt erstreckt sich auf einem 278 m ü. NN gelegenen Hügelzug zwischen den Flusstälern des Potenza und des Musone.

## Sehenswürdigkeiten
Der Dom San Flaviano wurde im 14.–15. Jh. erbaut und birgt unter anderem das Grabdenkmal von Papst Gregor XII., der nach seinem Rücktritt vom Papstamt im Jahre 1415 in Recanati zwei Jahre später starb. Die Kirche San Domenico zeigt ein Steinportal aus dem 15. Jh. von Giuliano da Maiano sowie ein Fresco von Lorenzo Lotto. Darüber hinaus sind zahlreiche Kirchen, malerische alte Adelspaläste, der Palazzo Comunale sowie die Torre del Borgo aus dem 12. Jh. sehenswert. Eine Gemäldegalerie befindet sich in der Villa Colloredo Mels mit Bildern von Lorenzo Lotto.

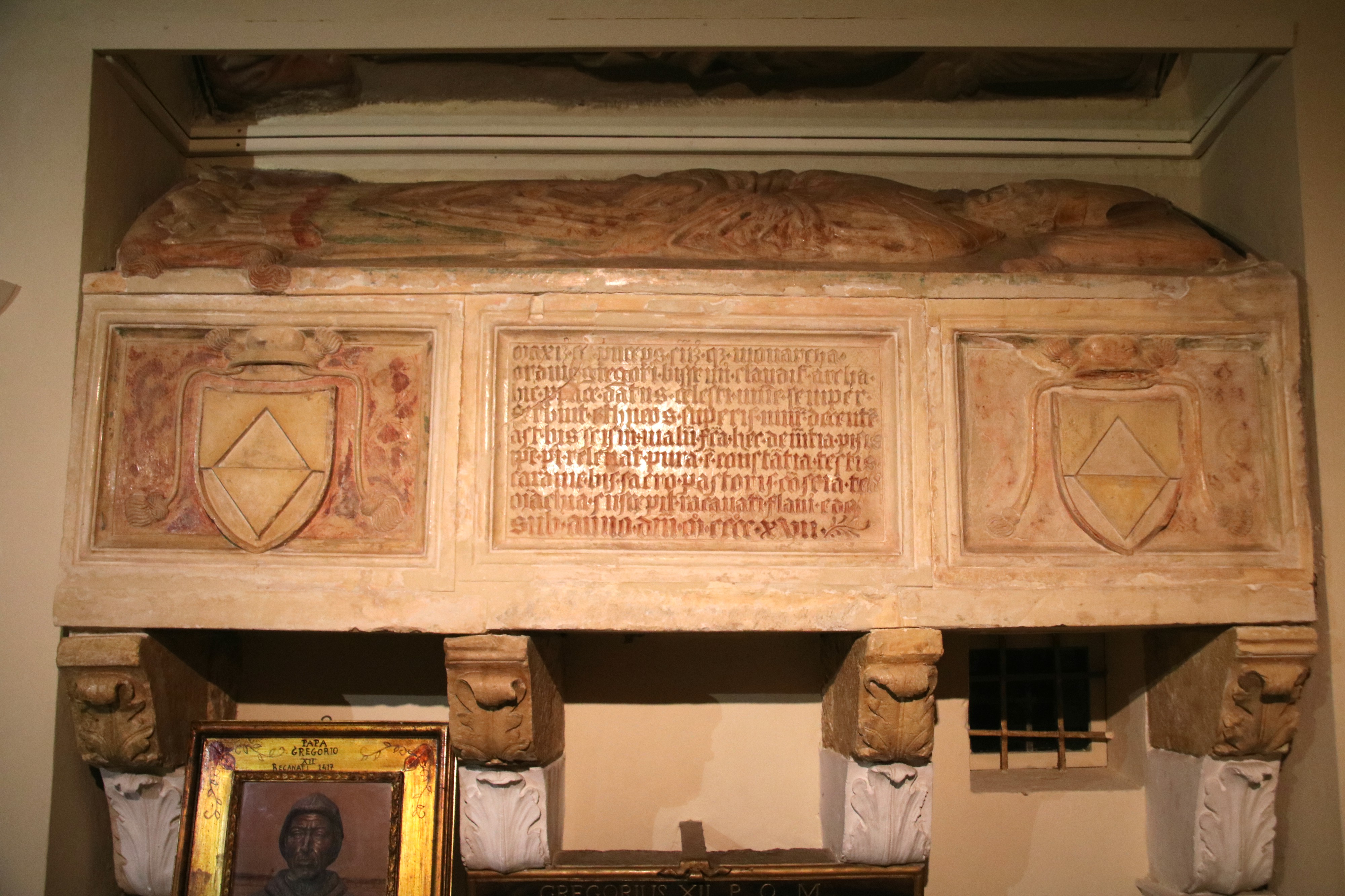
Sarkophag Papst Gregor XII. im Dom
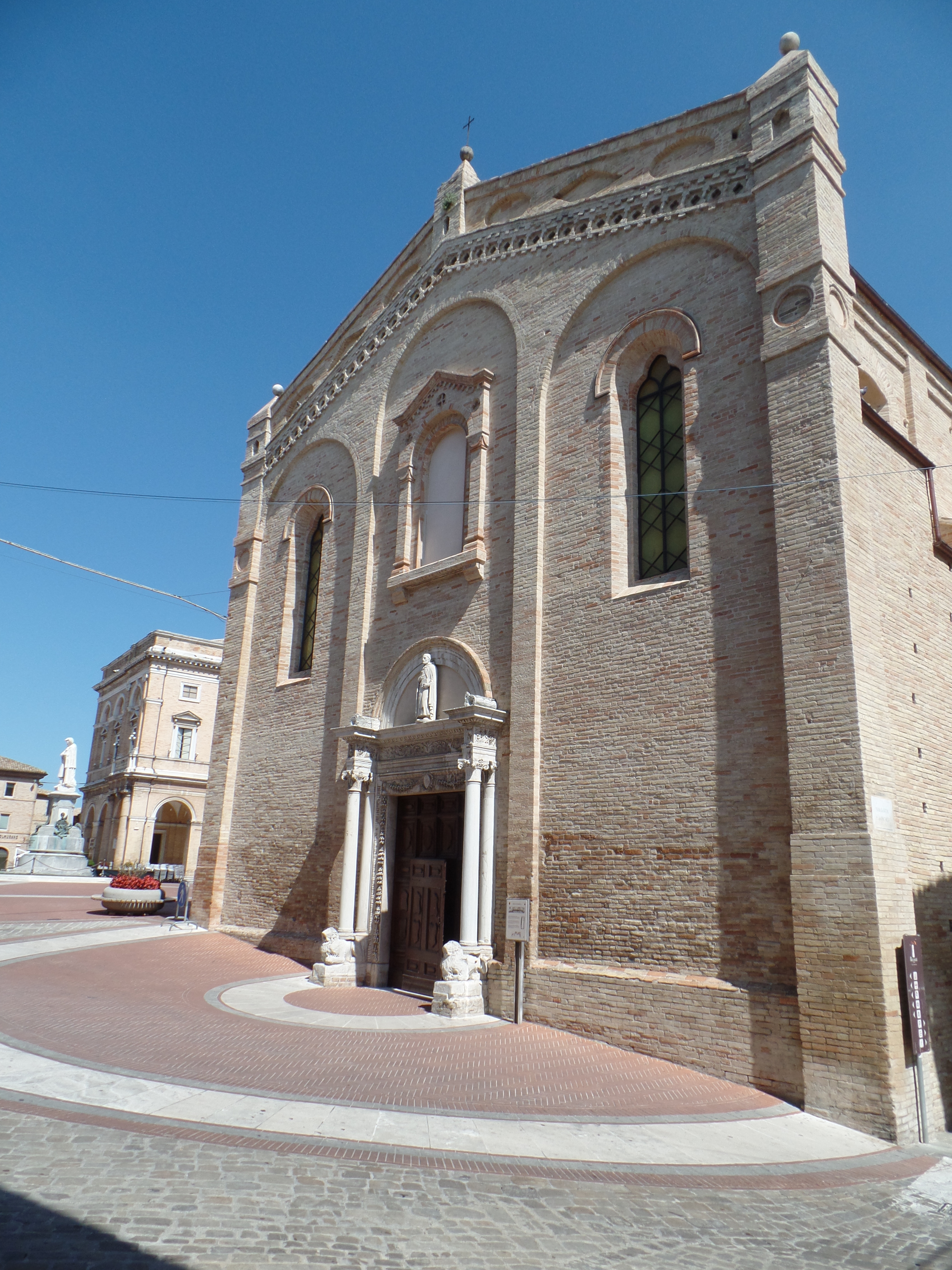
Die Kirche San Domenico
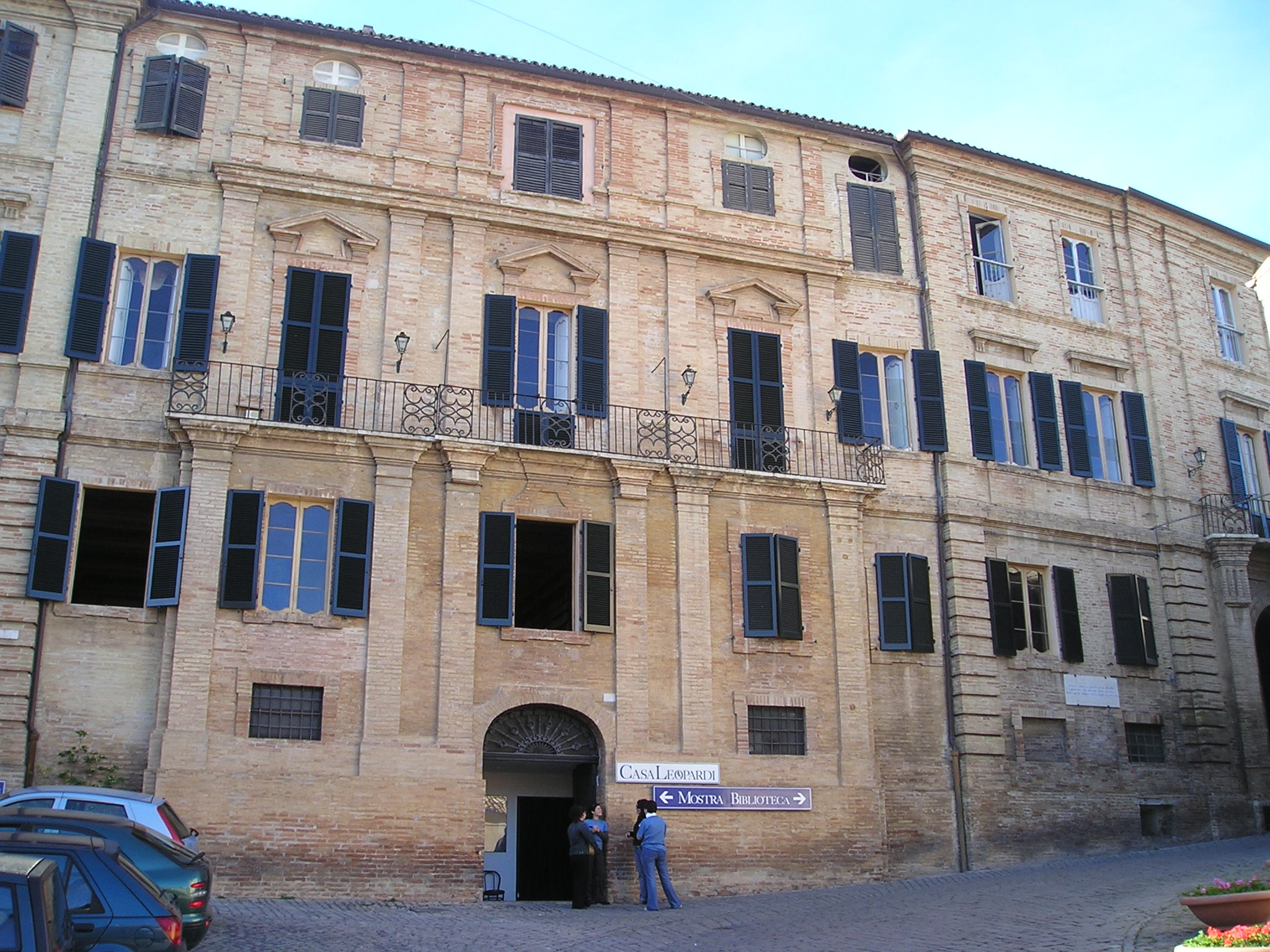
Die Casa Leopardi
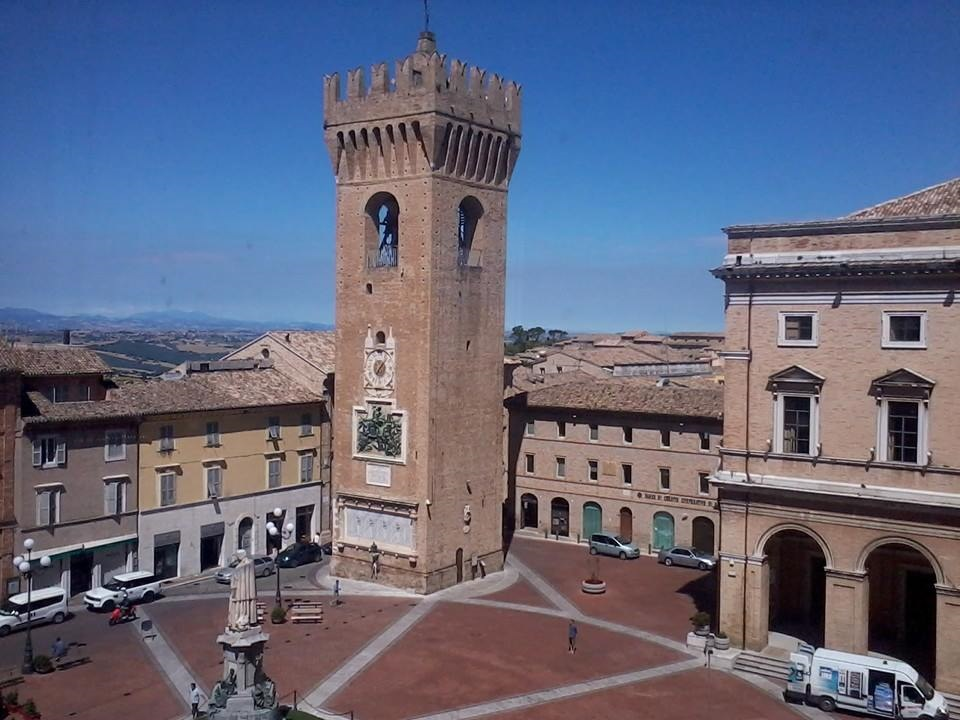
Platz in Recanati mit Torre civica
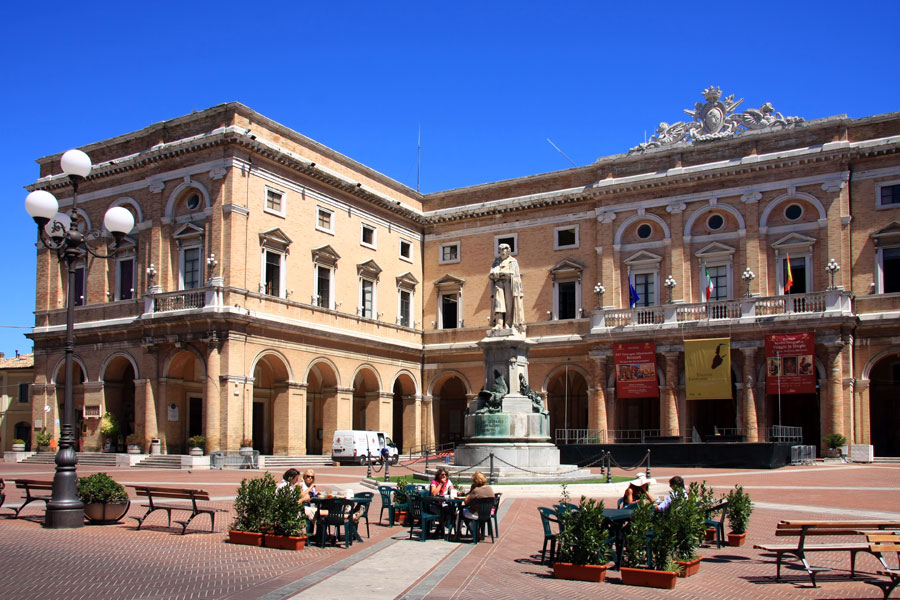
Piazza Leopardi mit dem Denkmal von Giacomo Leopardi
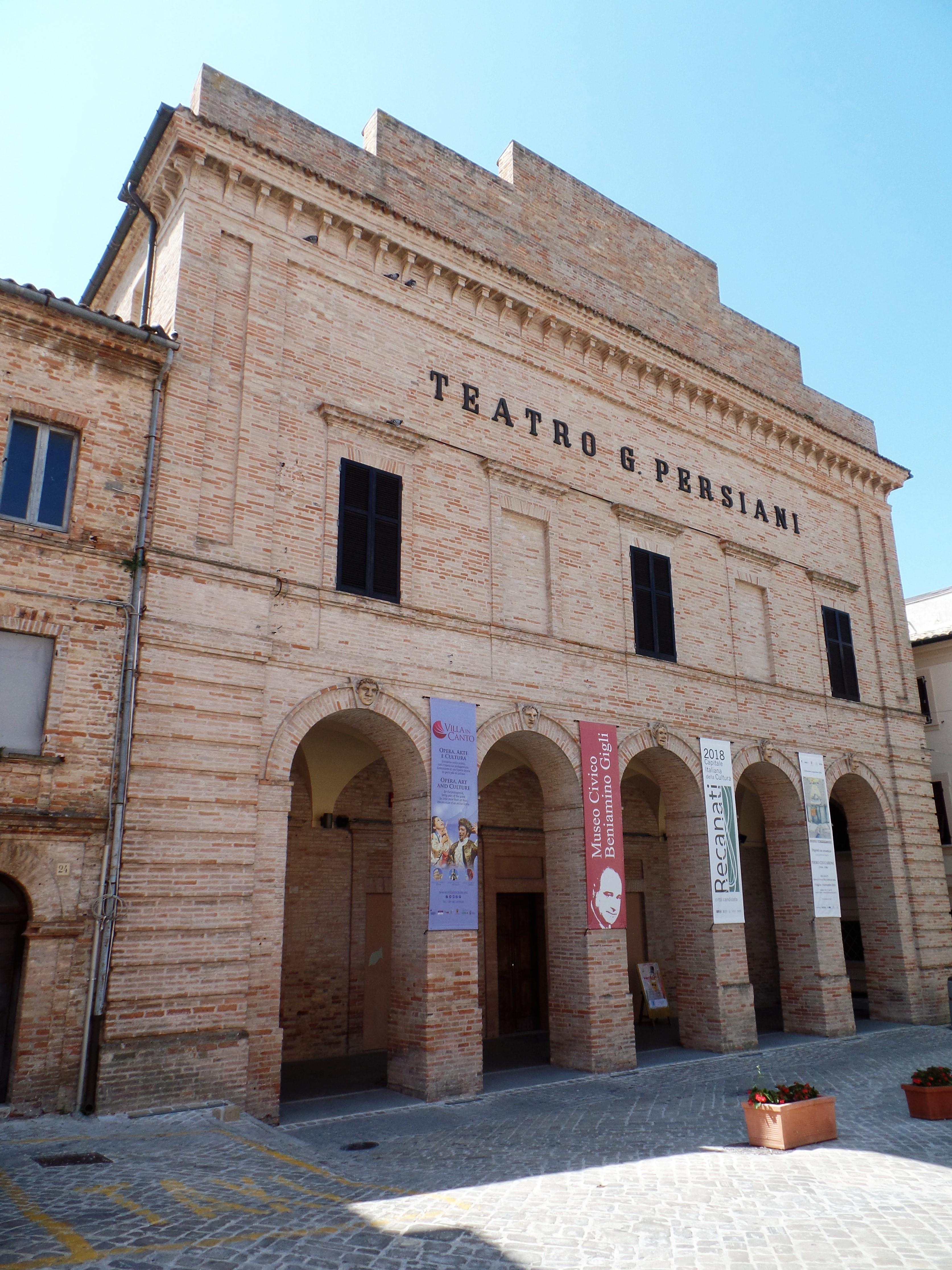
Teatro Persiani
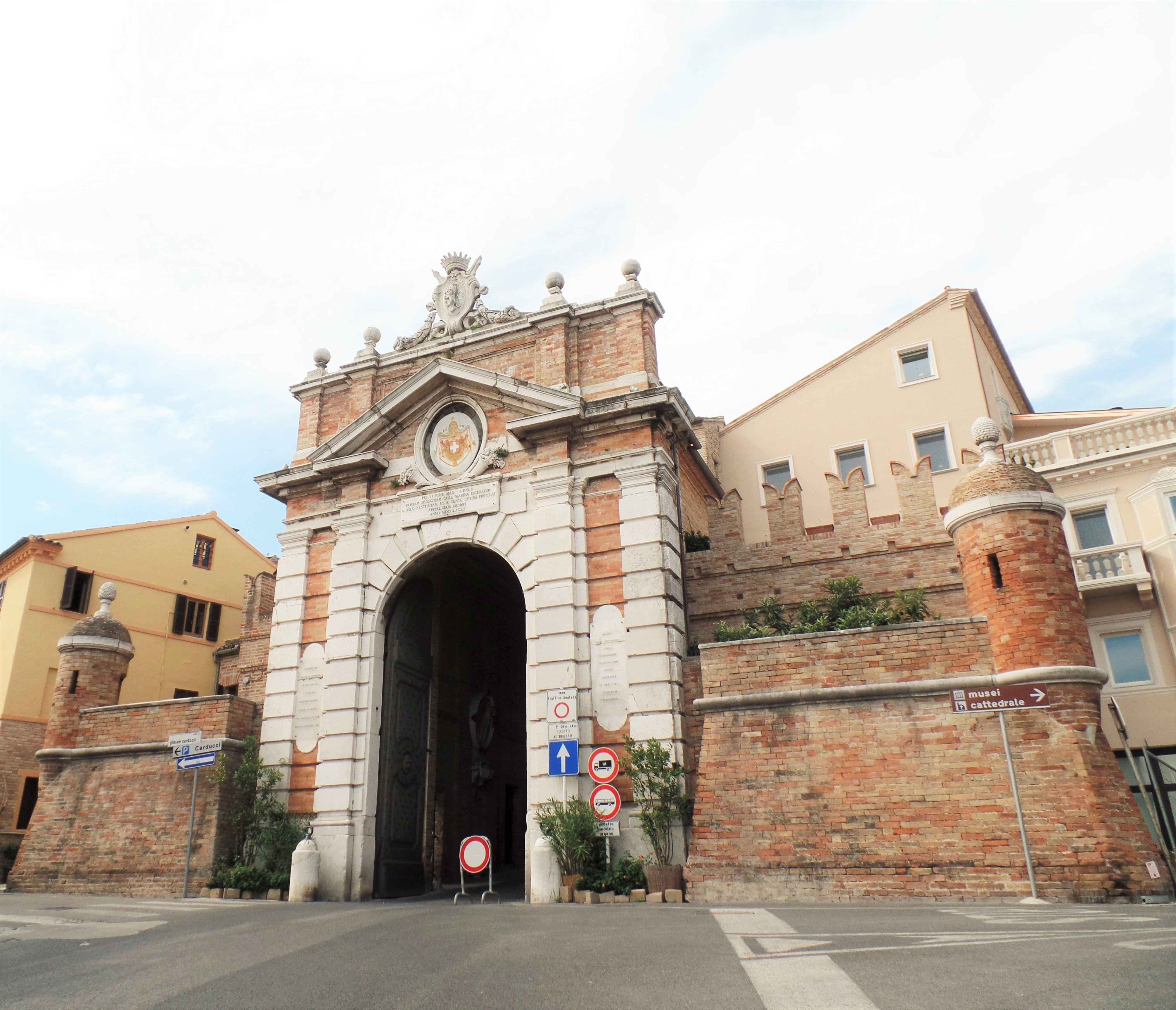
Porta Marina

## Religion
Wie die meisten italienischen Städte ist Recanati stark katholisch geprägt. Insbesondere der nahegelegene Wallfahrtsort Loreto mit seiner dortigen Schwarzen Madonna beeinflusst stark das religiöse Bild. Neuerdings haben sich jedoch auch kleine evangelische Gemeinden gegründet. Eine ist mit ihren ca. 20 Mitgliedern freilich in einen Nachbarort gewechselt. Die andere, eine kleine Pfingstgemeinde, besteht gerade in ihrer Gründungsphase.
Seit dem Mittelalter bestand hier eine blühende jüdische Gemeinde. Zur ursprünglich hier ansässigen Familie Recanati zählt der Rabbiner Menachem Recanati aus dem späten 13. Jahrhundert.

## Städtepartnerschaften
Seit 2010 besteht eine Städtepartnerschaft mit Blaj in Rumänien.

## Persönlichkeiten

### Söhne und Töchter der Stadt
- Die Stadt ist Geburtsort des Dichters Giacomo Leopardi (1798–1837), wo dieser wegen finanzieller Abhängigkeit von seiner Familie unfreiwillig einen großen Teil seines Lebens verbrachte. Noch heute ist das Geburtshaus des Dichters zu besichtigen, die Casa Leopardi. Darin befindet sich auch die berühmte, von Giacomo Leopardis Vater Monaldo Leopardi zusammengetragene Bibliothek (ca. 20.000 Bände), in der der junge Dichter seine philologischen Studien unternahm. An Leopardi erinnern in Recanati zudem ein Denkmal und diverse Hinweise.
- Giacopo Antonio Venier (1422–1479), Kardinal
- Antonio Calcagni (1536–1593), Bildhauer und Bronzegießer
- Tommaso Antici (1731–1812), Kardinal
- Giuseppe Persiani (1799–1869), Komponist
- Ruggero Luigi Emidio Antici Mattei (1811–1883), Kardinal
- Lorenzo Nina (1812–1885), Kardinalstaatssekretär
- Beniamino Gigli (1890–1957), Opernsänger
- Federico Alessandrini (1905–1983), Journalist
- Franco Uncini (* 1955), Motorradrennfahrer
- Marina Romoli (* 1988), Radrennfahrerin
- Riccardo Stacchiotti (* 1991), Radrennfahrer

### Im Ort lebten und wirkten
- Anton von Cavallar (um 1775–1831), altösterreichischer Diplomat und Hofbeamter